# Limpach (Zwitserland)
Limpach is een plaats en voormalige gemeente plaats in het Zwitserse kanton Bern, en maakt deel uit van het district Bern-Mittelland. Op 1 januari 2014 ging de gemeente op in de gemeente Fraubrunnen.
Limpach telt 338 inwoners.